# Coll de Bóixols (partida)

Coll de Bóixols, respecte del terme d'Abella de la Conca

Coll de Bóixols, en alguns casos escrit Coll de Boix, és una partida rural del terme municipal d'Abella de la Conca, a la comarca del Pallars Jussà, en territori del poble de Bóixols.
Està situada a l'extrem nord-est del terme, al sud-oest del Coll de Bóixols, al nord del Camí de Ca l'Astor i al nord de les restes de la masia de Cal Valldoriola.
Comprèn les parcel·les 100 i 102 del polígon 3 d'Abella de la Conca, i consta de 4,3823 hectàrees amb una barreja de zones de pinedes aptes per a extracció de fusta, bosquina i matolls.

## Etimologia
El nom d'aquesta partida deriva del coll a ponent del qual es troba, el Coll de Bóixols. Es tracta, així, doncs, d'un topònim romànic modern, de caràcter descriptiu.